# Henri de La Ferté-Senneterre

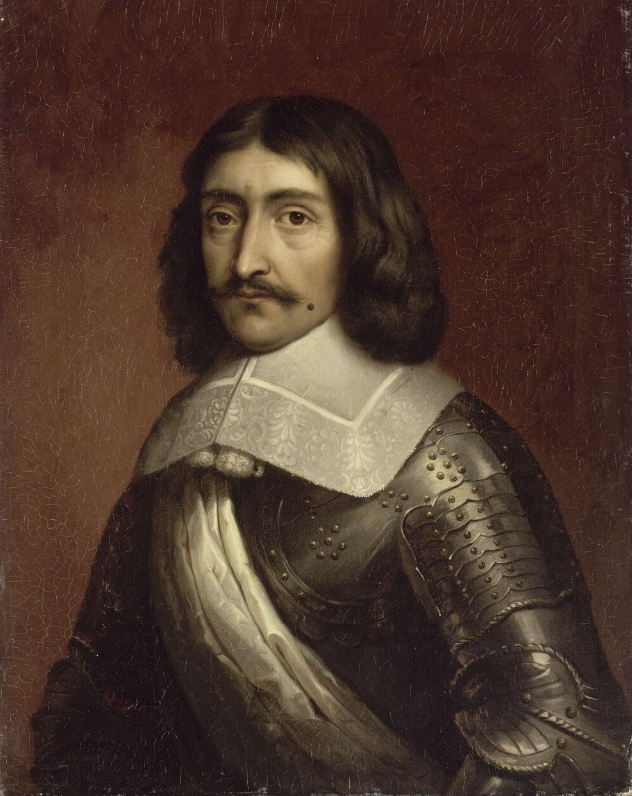
Henri II de Seneterre/Saint-Nectaire
Gemälde von François-Joseph Heim (1787–1865), Musée historique de Versailles, 1835

Henri II, Duc de La Ferté-Senneterre (* 1599 in Frankreich; † 27. September 1681 ebenda) war ein französischer Adeliger und Offizier, Maréchal-duc de La Ferté Maréchal de France seit 1651 und Gouverneur von Lothringen, Pair von Frankreich und Träger des Ordre du Saint-Esprit.

## Biographie
Er entstammte der Adelsfamilie de Saint-Nectaire (andere Schreibweise „Senétère“), die in der Auvergne beheimatet war. Sein Vater, Henri Ier de La Ferté-Senneterre war Botschafter in England und Rom, sowie Ministre d’État. Er war der Enkel von Maréchal Claude de La Châtre de La Maisonfort. Für den Militärdienst bestimmt, kämpfte er zum ersten Mal unter Moritz von Nassau, dem Anführer der protestantischen Niederländer gegen das dort herrschende Spanien.
Zurück in Frankreich, wurde der junge Offizier zur Belagerung der calvinistischen Aufrührerstadt La Rochelle beordert. Die Belagerung unter dem Befehl von Armand Jean du Plessis de Richelieu dauerte von 1627 bis 1628. Während dieser Zeit wurde La Ferté Capitaine in einem Regiment, das sein Vater aufgestellt hatte.
Im Jahre 1632 fielen die französischen Truppen in Lothringen ein und La Ferté fand sich 1633 bei der Armee vor Nancy wieder. Am 25. September zogen sie in die 16.000 Einwohner zählende Stadt ein, die der lothringische Kommandeur, der Marquis de Mouis mit der Garnison zuvor verlassen hatte.
Zum Mestre de camp befördert, kämpfte er mit der gleichen Armee erfolgreich am 29. Juni 1639 bei Hesdin gegen die Spanier und wurde zur Belohnung von König Ludwig XIII. zum Maréchal de camp befördert. Am 19. Mai 1643, dem Todestag des Königs, kämpfte er in der Schlacht bei Rocroi gegen die Spanier, wo er den linken französischen Flügel kommandierte und dabei viermal verwundet wurde. Sein Vater war ein guter Freund der Mutter des neuen Königs und Regentin Frankreichs, Anna von Österreich, möglicherweise wurde er deshalb 1643 zum Gouverneur von Lothringen ernannt. Die Streitmacht, über die er 1644 verfügen konnte, bestand aus 23 Kompanien Linieninfanterie und einer Kompanie Schweizer, die in der Altstadt von Nancy in Garnison lagen, sowie weiteren sieben Kompanien Linieninfanterie in der Neustadt. Dazu kam noch eine unbekannte Anzahl an Reitern. Im Jahre 1648 wurde er zum Lieutenant général ernannt und am 5. Januar 1651 zum Maréchal de France befördert. In diesem Jahr errichtete er ein Infanterieregiment, dessen Inhaber er war und das daher den Namen „Régiment de La Ferté-Senneterre“ trug. Dieses Regiment bestand als 51e régiment d’infanterie bis zu seiner Auflösung im Jahre 1984. Während des Aufstandes der fronde des princes (1650–1652), ein Bürgerkrieg, der Frankreich zwischen 1648 und 1652 spaltete, stand er zu Anne d'Autriche und Jules Mazarin.
In der Schlacht bei Valenciennes 1656 wurde er von den Spaniern gefangen genommen und musste von König Ludwig XIV. freigekauft werden.
Obwohl La Ferté bekannt dafür war, dass er geringe Vergehen wie kleine Diebstähle unter seinen Soldaten mit äußerster Strenge bestrafte, lebte er selbst auf seinen Ländereien, ohne auf Recht oder Unrecht zu achten.
Als Belohnung für seine Verdienste wurde das Marquisat de La Ferté-Senneterre durch Ludwig XIV. im November 1665 zur Pairie de France erhoben.
Der Marschall verstarb am 27. September 1681.

## Familie

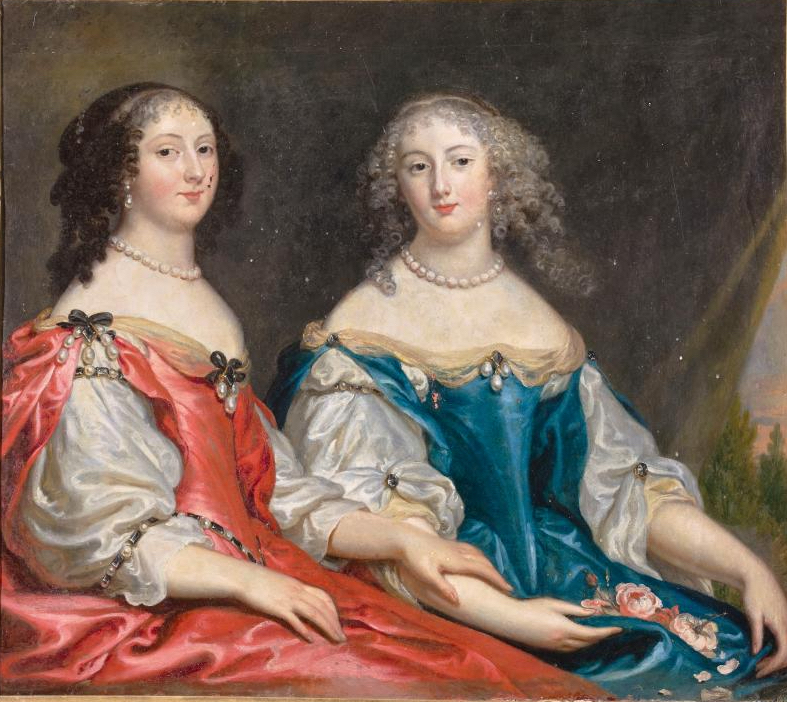
Porträts der Magdeleine d’Angennes, Gattin von Henri, Maréchal-duc de La Ferté-Senneterre, und der Catherine d’Angennes, Gattin von Louis de La Trémoïlle, Comte d’Olonne.

Er heiratete in erster Ehe Charlotte de Bauves, Tochter von Henri des Boves, Baron de Contenant, Maréchal de camp und Staatsrat, und der Philippe de Châteaubriand.
In zweiter Ehe heiratete er am 25. April 1655 die verwitwete Madeleine d’Angennes, dame de La Loupe, Tochter von Charles d’Angennes, seigneur de La Loupe, baron d’Ambreville, und der Marie du Raynier. Madeleine hatte bereits ein Kind von Charles-Paris d’Orléans, Duc de Longueville
Kinder:
- Henri-François (* 23. Januar 1657, † 1. August 1703), duc de La Ferté-Senneterre, Lieutenant-général und Pair de France;
- Louis (* 2. Juni 1659, † 7. Mai 1732), seigneur de La Loupe, Jesuitenpater;
- Catherine Henriette (* März 1662, † ?), verheiratet mit François de Bullion, marquis de Longchesnes (Haus Bullion);
- Hannibal Jules (* 6. August 1665, † 1702), Abbé von Saint-Jean-d’Angély, Ritter des Malteserordens;
- Cécile Adélaïde (* 2. Oktober 1673, † 14. Januar 1720), verheiratet mit Louis César, marquis de Rabodanges.